# Fuck Off Get Free We Pour Light on Everything
Fuck Off Get Free We Pour Light on Everything è il settimo album in studio del gruppo musicale canadese Thee Silver Mt. Zion Memorial Orchestra, pubblicato nel 2014.

## Tracce
1. Fuck Off Get Free (For the Island of Montreal) – 10:22
2. Austerity Blues – 14:17
3. Take Away These Early Grave Blues – 6:47
4. Little Ones Run – 2:29
5. What We Loved Was Not Enough – 11:22
6. Rains Thru the Roof at Thee Grande Ballroom (For Capital Steez) – 3:57

## Formazione
- Thierry Amar – contrabbasso, basso elettrico, piano, voce
- Efrim Menuck – chitarra elettrica, chitarra acustica, mellotron, voce
- Jessica Moss – violino, voce, piano
- David Payant – batteria, organo, voce
- Sophie Trudeau – violino, voce, piano